# Großer Grauer Fettschwanzmaki

Verbreitungsgebiet (rot)

Der Große Graue Fettschwanzmaki (Cheirogaleus ravus) ist eine Primatenart aus der Gruppe der Lemuren. Die Art ist bislang nur durch Museumsexemplare bekannt und wurde im Jahr 2000 beschrieben, wurde jedoch kurz darauf mit Cheirogaleus major synonymisiert, da sich die Art genetisch nicht von C. major unterscheiden lässt und das Verbreitungsgebiet von C. ravus innerhalb des Verbreitungsgebietes von C. major liegt. Möglicherweise ist der Große Graue Fettschwanzmaki nur eine Morphe von Cheirogaleus major.
Große Graue Fettschwanzmakis erreichen eine Kopfrumpflänge von rund 24 Zentimetern, der Schwanz ist ebenso lang. Ihr Fell ist an der Ober- und Unterseite grau gefärbt, die Füße und die Schwanzspitze sind weiß. Am Rücken befindet sich ein unauffälliger Aalstrich. Wie bei allen Fettschwanzmakis ist der Kopf rundlich und die Schnauze eher kurz, die dunklen Ohren sind unbehaart.
Die dieser Art zugeschriebenen Exemplare stammen aus der Region um die Stadt Toamasina an der Ostküste Madagaskars, der Lebensraum dieser Art sind demnach Regenwälder. Ansonsten ist über die Lebensweise nichts bekannt.
Die IUCN listet die Art nicht.